# Французький квартал (Новий Орлеан)

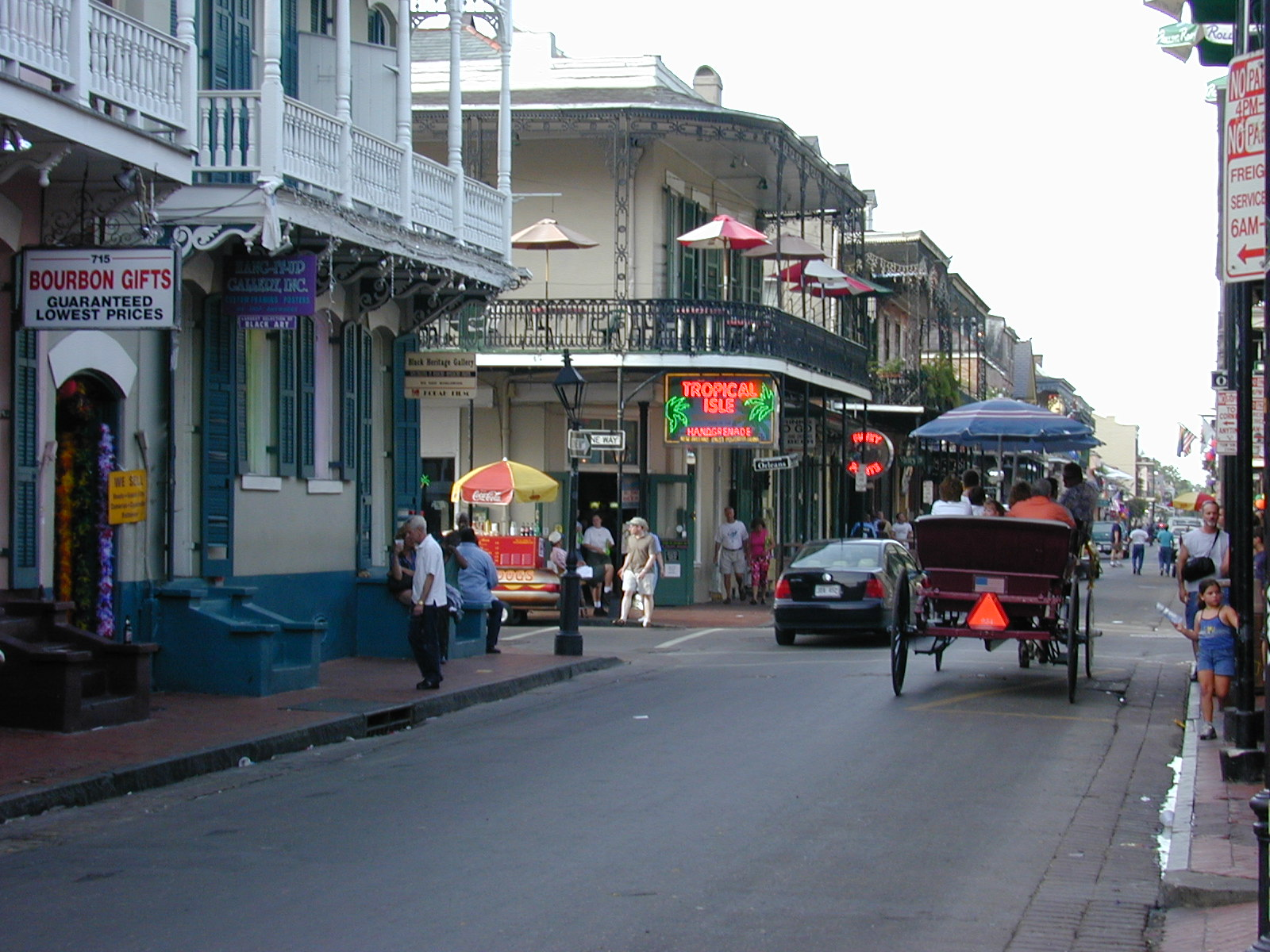
Бурбон-стріт, центральна вулиця Французького кварталу.

Французький квартал (англ. French Quarter, фр. Vieux Carré) — найстаріша частина Нового Орлеана.

## Історія
З ростом Нового Орлеана, довгий час місто розширювався навколо Французького кварталу. Серед франкофонів Нового Орлеана квартал знаний як Vieux Carré («Стара місцевість, Старий кут»). Сьогодні мешканці міста називають його просто «Квартал». Центральна і одна з найвідоміших вулиць кварталу — Бурбон-стріт (фр. Rue Bourbon).
У 1788 році пожежа пошкодила або знищила більшість будівель Кварталу. 1794 року інша пожежа також пошкодила багато споруд. З покупкою американцями Луїзіани, в місті з 1804 року стали селитися англофони, внаслідок чого Новий Орлеан став швидко розширюватися. Наприкінці XIX століття в районі Французького кварталу стали заселятися вихідці з Ірландії та Італії.
Французький квартал — одне з найважливіших історичних місць в освоєнні Європейці Луїзіани. 21 грудня 1965 він став Національним історичним пам'ятником, а 15 жовтня 1966 Квартал був внесений до Національний реєстр історичних місць США.

### Наслідки урагану Катріна
Основна стаття: Ураган Катріна
Як і в інших частинах міста, розроблених до кінця 19-го століття, і на вищій землі передували системи дамбі Нового Орлеана, Французький квартал залишався практично сухим після Ураган Катріна. Його висота становить 1,5 м над рівнем моря. Деякі вулиці були незначно затоплені, а також кілька будівель завдано значної шкоди вітром. Більшість основних визначних пам'яток отримали лише незначні пошкодження. Крім того, квартал великою мірою уник грабежів та насильства, які мали місце після шторму. Майже всі антикварні магазини і художні галереї у французькому кварталі, наприклад, були недоторканими.
Мер Рей Негін офіційно відкрив Французький квартал 26 вересня 2005 року (майже через місяць після шторму), для власників бізнесу, щоб оглянути їх майно і прибирати. Протягом декількох тижнів, велика частина підприємств французького кварталу була відновлена. Новоорлеанська історична колекція науково-дослідницького центру Вільямс була першим новим будівництвом, яке  завершено у французькому кварталі після урагану Катріна.

## Демографія
За даними переписом 2000 року налічувалося 4,176 чоловік, 2,908 домашніх господарств і 509 сімей, які проживають в цьому районі.  Щільність населення становила 3212 / км ².
За даними перепису 2010 налічувалося 3,813 чоловік, 2,635 домашніх господарств, і 549 сімей, які проживають в цьому районі.

## Розміщення

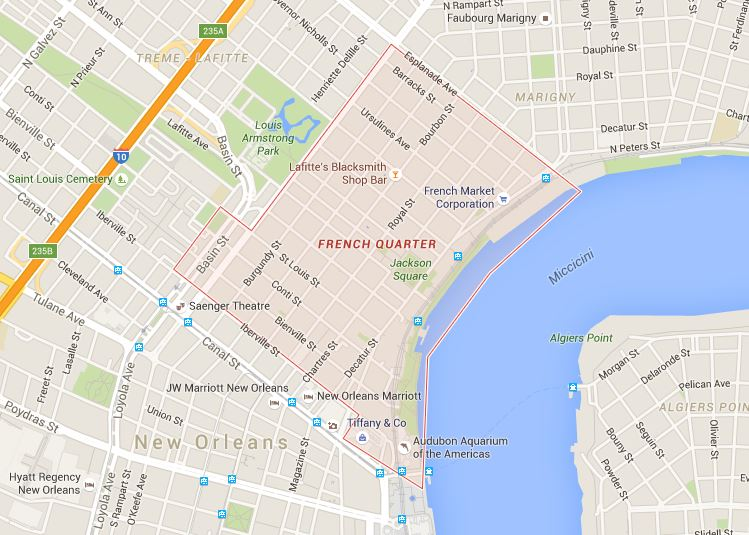
Французький квартал на карті

Французький квартал знаходиться на 29 ° 57'31 "N 90 ° 03'54" W  і має висоту 0,3 метра над рівнем моря.  За даними Перепису населення США, район має загальна площа 1,7 квадратних кілометрів. 1,3 квадратних кілометрів, з яких земля і 0,4 квадратних кілометрів (25,76%) з яких є вода.  

### Кордони
Найбільш загальне визначення Французького кварталу включає в себе всі землі, що простягнувся вздовж Міссісіпі (річка) від Канал-Стріт до  Еспланаді-авеню (13 блоків) і вглиб Північної Рампарт-стріт (від семи до дев'яти блоків). Вона дорівнює площею 78 квадратних блоків. Деякі визначення, такі як закони міста зонування, виключають властивості, з якими стикаються Канал-стріт, які вже перероблені на той час вважалася архітектурно збереженими, а також ділянку між Декатур-стріт і річки, багато з яких вже давно служив у промислових і складських функцій.
Будь-яка зміна структури в інших блоках підлягає перегляду комісією Vieux Carré, яка визначає, чи підходить пропозиція історичному характеру району. Її кордони, як це визначено комісією міського планування є: Еспленейд Авеню  на північ, річка Міссісіпі на схід, Канал-стріт, Декатур-стріт і Ібервіль-стріт на півдні і Бейсін-стріт, Сент-Луїс-стріт і Норт Рампарт-стріт до захід. 
Національна історична пам'ятка району, як стверджується, складає 85 блоків.

### Прилеглі райони
- Фабур Маріньї (схід)
- Міссісіпі (річка) (південь) (захід)
- Центральний бізнес район
- Ібервіль (північ)
- Трем (північ)

## Визначні місця

### Площа Джексон

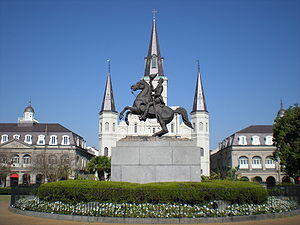
Площа Джексон у Французькому кварталі

Площа Джексон (раніше Place d'Armes або Пласа-де-Армас, французькою та іспанською мовами, відповідно), яку спочатку спроєктував архітектор Луї Х. Пілль, є державним закритим парком розміром з міський квартал, розташованим в передній частині французького кварталу (GPS 29.95748 ° N 90,06310 ° W). У середині 19-го століття, площа була названа на честь президента Ендрю Джексона.  

### Бурбон-Стріт

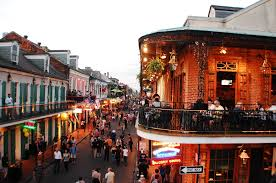
Бурбон-Стріт

Найвідомішою з французьких вулиць кварталу є  Бурбон-стріт, або за адресою: Rue Bourbon, відомий своїми питними закладами. Більшість барів, часто відвідуваних туристами є новими, але квартал також має ряд помітних барів з цікавими історіями. 

### Ресторани
Околиця містить безліч ресторанів, починаючи від дорогих до дешевих, призначених як для туристів, так і для місцевих жителів. Деякі з них добре відомі, такі як Антуан і Тьяго, який були в бізнесі з 19-го століття. 

### Готелі
Проживання у французькому кварталі варіюються від великих міжнародних мережевих готелів до невеликих гостьових будинків тільки з однієї або двох кімнат. 
Котеджі Одюбон становлять собою набір з семи розкішно обставлених котеджів креольського типу, два з яких використовував Джон Джеймс Одюбон на початку 19-го століття, коли він працював в Новому Орлеані, протягом короткого проміжку часу.
Французький квартал добре відомий своїми готелями в традиційному стилі, таких як Бурбон Орлеан, Hotel Монтелеоне, Royal Sonesta, Астор, та Omni Royal Orleans. Ці готелі пропонують прості розташування, прекрасний вид й історичну атмосферу.

## Французький квартал у мистецтві
- Саме у Французькому кварталі починається дія оскароносного мультфільму «Фантастичні літаючі книги містера Моріса Лесмора»
- За французький квартал йде боротьба в телесеріалі «Первородні»
- Згадку про Французький квартал також можна знайти у книзі Леслі Пірс «Лялечка»